# 反田恭平
反田 恭平（そりた きょうへい、1994年9月1日 - ）は、日本のピアニスト、指揮者、実業家。ジャパン・ナショナル・オーケストラ代表取締役社長兼CEO。血液型はAB型。妻はピアニストの小林愛実。

## 人物

### 生い立ち
東京都出身（北海道札幌市生まれ）。生まれた時は逆子で、心肺停止状態だったという。これについて、本人は「僕は一度死んでいるんですよ」と語っている。父はサラリーマン、母は主婦という家庭に育つ。音楽好きな母が弾いたエレクトーンを聴き、それを瞬時に弾いたほど小さい頃から耳が良かった。小学5年生の時に、サッカーの試合中に手首を骨折し、接骨時のトラウマでサッカー選手の夢を諦めた（尚、現在ではガンバ大阪のサポーターであることを公言している）。
小学6年生の時、漫画『のだめカンタービレ』を愛読していた母から勧められる。また、ドラマ『のだめカンタービレ』も視聴し、作中で取り上げられていた交響曲やピアノ以外の作品を知る切っ掛けになったという。さらに中学生の頃、漫画『ピアノの森』を勧められ、「主人公達が弾く作品を全部調べて、楽譜を買って弾いていた。僕はピアノの森と一緒に育ってきたような感じがあります」と明かしている。また同時期、曽我大介のもとで東京ニューシティ管弦楽団を指揮する機会を、加えて音楽番組『題名のない音楽会』で1分ほど東京シティ・フィルハーモニック管弦楽団を指揮する機会を得る。この時にクラシックが好きだと確信、ピアノを本格的に学ぶ決意をするが、父に「そんなに音楽高校に行きたいのなら、コンクールで1位を取って、その賞状を俺のところに持って来い」と言われコンクールへ出場、1つで最高位を、その他全てで優勝を飾り、桐朋女子高等学校音楽科（共学）へ進学を決めた。

### 高校入学からポーランド留学時代
高校入学まで、ショパンやリストなどの好きな作曲家の曲しか弾いてこなかったため、入学当初から日本音楽コンクールに優勝させる事を目標としていた川島伸達の指導のもと、試験とコンクールの課題曲以外はバロック音楽とバッハ、ハイドン、モーツァルト、ベートーヴェンら古典派の練習を徹底した。また同校の恩師である下田幸二は「授業中、全然話を聞いてないようなふりをしてるんです。で、いざ演奏を指名され楽譜を広げて弾き出すと、ものの見事に弾いてみせる」。同大学で長年教授を務める岡本美智子は「オーケストラの指揮に挑戦したり、学園祭でミュージカルの舞台に立ったりと、常ににぎやかで周囲を引っ張るオーラがあった。ピアノというよりは音楽そのものを、全身で楽しんでいた」と語っている。
高校3年生の時、日本音楽コンクールにて18歳で第1位を獲得し、聴衆賞を含む4つの特別賞も受賞。高校卒業後の2013年にロシアへ留学し、1年の予備科を経てモスクワ音楽院に首席で入学すると、翌2015年にイタリアで開催された第25回チッタ・ディ・カントゥ国際ピアノ協奏曲コンクールに参加し第1位に輝いた。同年メジャー・デビューも果たし、タカギクラヴィア社長・高木裕の支援のもと、ホロヴィッツが愛奏したヴィンテージ・ニューヨーク・スタインウェイを使用していた。2017年、ショパン国際ピアノコンクールへの出場も見据えポーランドへ留学しショパン国立音楽大学に入学。この頃、すでにプロとして「最もチケットが取れないピアニスト」という肩書が付くほどの活躍を見せており、コンクールの最終エントリー期限近くまで出場を悩んだが、失敗のリスクよりも「自分の力を試してみたい。小さい頃から憧れていたあの舞台のファイナルで協奏曲を弾きたい」という想いが勝り、参加への意思を固めた。

### 第18回ショパン国際ピアノコンクール
2021年10月、第18回ショパン国際ピアノコンクールで第2位に入賞。2位はアレクサンダー・ガジェヴと同時受賞であり、同コンクールにおける日本人歴代最高位タイで、内田光子以来51年ぶり2人目。「『ショパン国際ピアノコンクールで協奏曲を弾く』。夢が叶う瞬間、待ち望んだその時間というのは一瞬なのか、10秒間なのか、人それぞれに長さがあると思うのですが、僕にとってのその幸せな時間は40分間でした」と明かした。コンクール期間中、同じ練習室に通っていた沢田蒼梧は「本来ライバルである他のコンテスタントの練習に付き合い、自分の持っているものを分け与えてくださる。演奏でも同じピアノを弾いているのに音量が全然違う、それだけでまず衝撃だった」。また、同コンクールの審査員を務めた恩師ピオトル・パレチニは「彼はファイナリストの中で唯一、1次から最後まで発展していったピアニストだったと思います。ツィメルマンやブレハッチ、ブーニン、レヴィットが、彼のポロネーズが良かったとメッセージをくれました」。加えて、モスクワ音楽院教授・ピアノ科長を務める恩師ミハイル・ヴォスクレセンスキーは「世界中の音楽家の中でも傑出しています。このような才能豊かな人が世に出るのは10年に一度のことでしょう」と語っている。

## 来歴
北海道生まれ、幼稚園の年長から東京都で暮らす。幼少時代はヤマハ音楽教室、一音会にて学ぶ。
- 2006年 - 桐朋学園大学音楽学部附属子供のための音楽教室「仙川教室」に入室。
- 2010年 - 桐朋学園大学音楽部門より奨学金を授与され、桐朋女子高等学校音楽科[38]に入学。
- 2013年 - キャンパス特待生として桐朋学園大学音楽学部に入学。 ミハイル・ヴォスクレセンスキーの推薦によりロシアへ留学[39]。
- 2014年 - モスクワ音楽院に「首席（外国人枠の最高得点）で入学」[23][24]。公益財団法人ロームミュージックファンデーション奨学生。
- 2015年 - 創設以来初のピアノ科全額特待生として桐朋学園ソリスト・ディプロマコースに入学[40]。公益財団法人ロームミュージックファンデーション奨学生[41]。
- 2017年 - ショパン国立音楽大学に入学[42]。第46回江副記念財団奨学生[43]。
- 2018年 - MLMダブル・カルテット（弦8名）を創設[44]。
- 2019年 - MLMナショナル管弦楽団（弦9名+管7名の計16名）へと成長[45]。
- 2021年 - MLMナショナル管弦楽団を、ジャパン・ナショナル・オーケストラ（2021年9月現在、弦10名＋管7名の計17名）に改名[46]。
- 2023年 - ピアニストの小林愛実と結婚[6][7]。
- 2025年 - 桐朋学園大学音楽部門特任教授（ピアノ科）に就任[47]。

## 活動歴
- 4歳からピアノを始め、12歳から本格的に打ち込む[1]。
- 2008年
  - 第18回日本クラシック音楽コンクール 最高位[48]。
- 2009年
  - 第2回エレーナ・リヒテル国際ピアノコンクール 第1位[49]。
  - 第16回全日本ジュニアクラシック音楽コンクール 第1位[50]。
  - 第63回全日本学生音楽コンクール中学校の部 第2位[51]。
- 2010年
  - 第11回ショパン国際ピアノコンクールin Asia 中学生部門 ファイナルにて銀賞[52]。東京都及び世田谷区から表彰を受ける[53]。
  - 桐朋女子高等学校音楽科、学内ピアノ・コンチェルト・オーディションで第1位になり、梅田俊明指揮 桐朋学園オーケストラと共演[53]。
- 2012年
  - 高校在学中、第81回日本音楽コンクール第1位。併せて、野村賞、井口賞、河合賞、岩谷賞（聴衆賞）を受賞[21]。受賞者全国ツアーに参加。
- 2015年
  - 3月、東日本大震災の震災遺児支援チャリティーコンサートで、小林研一郎指揮スーパーオーケストラとサントリーホールにて共演[54]。
  - 5月、イタリアで行われた第25回チッタ・ディ・カントゥ国際ピアノ協奏曲コンクール 古典派部門で優勝[25]。
  - 7月、日本コロムビアからアルバム「リスト」でメジャー・デビュー。
  - 9月、第96回東京フィルハーモニー交響楽団定期演奏会（アンドレア・バッティストーニ指揮）に抜擢[55]。
  - 12月、ロシア国際音楽祭にてマリインスキー劇場管弦楽団とのコンチェルト及び、リサイタルを行いロシアデビューを飾る[56]。
  - ファンクラブ「SOLID」開設。
- 2016年
  - 1月20日、モーツァルト260周年生誕記念コンサートに日本人代表として選抜され、モスクワ音楽院交響楽団と共演し「ピアノ協奏曲第9番」を披露[57]。ロシア国営放送にも出演。
  - 1月23日、サントリーホールにて開催された日本デビューリサイタルで2000席を完売[58]。
  - 8月30日、8月31日、9月1日、3夜それぞれに別のプログラム（ドイツ、フランス、ロシア）が用意される連続リサイタルを浜離宮朝日ホールで開催し、全公演のチケットが即日完売。追加公演として9月7日、8日、9日が設けられたが、こちらも完売[59]。
  - 10月、ドキュメンタリー番組 『情熱大陸』（2016年10月2日放映）に出演[60]。
- 2017年
  - 3月、第27回 (2016年度）出光音楽賞受賞[61]。
  - 3月、第9回CDショップ大賞にて「ラフマニノフ:ピアノ協奏曲第2番/パガニーニの主題による狂詩曲」がクラシック賞を受賞[62]。
  - 4月、佐渡裕指揮、東京シティ・フィルハーモニック管弦楽団特別演奏会の全国12公演でソリストを務め全公演完売[63]。
  - 6月、NHK/NHK交響楽団主催「Music Tomorrow 2017」にてNHK交響楽団と日本初演作品に取り組む[64]。
  - 7月-9月、自身初となる全国横断リサイタル・ツアーでは全13公演が完売し2万人を動員[65]。
  - 7月、世界文化社から初のフォトブック「SOLID」を発売。
- 2018年
  - 2月、井上道義指揮、日本フィルハーモニー交響楽団との全国ツアー。MLMダブル・カルテット創設[44]。
  - 6月、ミハイル・プレトニョフ指揮、ロシア・ナショナル管弦楽団との全国ツアーでソリストを務める[66]。
  - テレビアニメ『ピアノの森』のプロジェクトに参加。主人公・一ノ瀬海の師、阿字野壮介のピアノ演奏を担当[67]。
- 2019年
  - 7月、日本クラシック音楽界初となる、一人の演奏家による自身のレーベル「NOVA Record」を設立、株式会社イープラスと共同事業を開始[68][3]。
  - 10月、アンドレイ・ボレイコ指揮、ワルシャワ国立フィルハーモニー管弦楽団との日本ツアー[69]。
- 2020年
  - 1月、第81回日本音楽コンクールで第1位を同時受賞した務川慧悟との２台ピアノデュオ・リサイタルを、フランス・パリにて開催[66]。
  - 4月、業界初となる有料オンデマンド・コンサート「Hand in hand」を立ち上げる[70]。
  - 8月、ドキュメンタリー番組 『情熱大陸』（2020年8月2日放映）に再出演[71]。
  - 10月、佐渡裕指揮、ウィーン・トーンキュンストラー管弦楽団と共演し、オーストリアにてウィーン楽友協会デビュー[72]。
- 2021年
  - 5月、日本の管弦楽団史上初となる、ジャパン・ナショナル・オーケストラの株式会社化を実現[4][73]。音楽サロン「Solistiade（ソリスティアーデ）」をオープン[74]。
  - 5月、自動車メーカーBMW提供のテレビ番組『GoNEXTー未来へ駆けぬけるー』に出演[75]。同年10月、BMWとブランド・フレンドとして契約、新コンテンツシリーズに出演[76][77]。同年11月、正式にBMWアンバサダーへと就任[78]。
  - 10月、第18回ショパン国際ピアノコンクールで第2位に入賞。内田光子以来、半世紀ぶりとなる日本人歴代最高位を受賞[28][29]。
  - 11月-12月、NHK-BSプレミアムの特別番組『反田恭平 ショパンコンクールを語る』出演をはじめ、報道番組『クローズアップ現代+』が反田と小林愛実を特集、ドキュメンタリー番組『情熱大陸』に3度目の登場、その他報道番組・情報番組に多数出演[79][80][81]。
- 2022年
  - 1月、サントリーホール2夜連続公演を含む、全国5都市を巡る凱旋ソロコンサートツアーを開催し全公演完売[82][83]。
  - 7月21日、幻冬舎から初の自叙伝的エッセイ「終止符のない人生」を発売。
  - 7月25日、パナソニックスタジアム吹田史上最多となる3万8251人の観衆で埋まったガンバ大阪対パリ・サンジェルマン戦のオープニングセレモニーにて演奏[84][85]。
  - 8月21日、第18回ショパンと彼のヨーロッパ音楽祭に出演、ワルシャワ国立フィルハーモニーホールにてリサイタルを開催[86]。
  - 11月6日、横浜みなとみらいホール「プロデューサー in レジデンス」事業の第2代プロデューサー就任を発表。同ホールで開催された「横浜音祭り2022 クロージングコンサート」千穐楽のトリを務めジャパン・ナショナル・オーケストラと共演[87]。
- 2023年
  - 1月2日、サッポロビール株式会社「サッポロ生ビール黒ラベル」のTVCM『大人エレベーター』シリーズに出演、全国で放映を開始[88]。
  - 1月19日、「反田恭平 x 務川慧悟 2台ピアノコンサート・ツアー」を開催し全15公演完売[89]。
  - 3月1日、「岡本誠司 x 反田恭平 デュオコンサートツアー 2023」を開催し全4公演完売、さらにドイツ・バンベルクでのデュオ・リサイタルを実現[90][91]。
  - 3月12日、オーストリアのウィーン楽友協会にて、佐渡裕指揮、ウィーン・トーンキュンストラー管弦楽団と共演し、全4公演で「ラフマニノフ:ピアノ協奏曲第3番」を披露[92]。
  - 5月21日、カナダでのデビューリサイタルをバンクーバーとトロントで開催し、両公演共に完売[93][94]。
  - 12月29日、台湾でのデビューリサイタルを台北市・国家両庁院で開催し、全席完売[95]。
- 2024年
  - 1月7日、NHK大河ドラマ『光る君へ』において、テーマ音楽のピアノ演奏を担当[96]。
  - 2月2日、オランダのデン・ハーグおよびユトレヒトにおいて、佐渡裕指揮、ハーグ・レジデンティ管弦楽団と共演し、「ラフマニノフ:ピアノ協奏曲第4番」を披露[97][98]。
  - 3月2日、ドラマ『ベトナムのひびき』に光嶋護役で出演し、俳優デビュー[99]。
  - 5月、ザルツブルグ・モーツァルテウム管弦楽団と共演し、指揮者としてオーストリアデビュー[100]。
  - 10-11月、全国12都市を巡るソロリサイタルツアーと並行しながら、ハイルブロン・ヴュルテンベルク室内管弦楽団と共に指揮者・ソリストとしてドイツツアーに参加[101][102]。
- 2025年
  - 2月7日、アラブ首長国連邦の王族らが臨席する中東最大規模のクラシック音楽祭「アブダビフェスティバル」のオープニングに招かれ、佐渡裕指揮、新日本フィルハーモニー交響楽団と共演。初日公演で「ラフマニノフ:ピアノ協奏曲第2番」、第2夜公演で「チャイコフスキー:ピアノ協奏曲第1番」を披露[103]。
  - 5月4日、佐渡裕指揮、ウィーン・トーンキュンストラー管弦楽団と共演。オーストリアのウィーン楽友協会に加え、日本ツアー全8公演で「モーツァルト:ピアノ協奏曲第23番」を披露[104][105]。

## 共演・指導者

### 共演
マリインスキー劇場管弦楽団、ロシア・ナショナル管弦楽団、RAI国立交響楽団、ベルリン・ドイツ交響楽団、ミュンヘン・フィルハーモニー管弦楽団、NDRエルプフィルハーモニー管弦楽団、ワルシャワ国立フィルハーモニー管弦楽団、ザルツブルグ・モーツァルテウム管弦楽団、ハイルブロン・ヴュルテンベルク室内管弦楽団、スペイン国立管弦楽団、ウィーン・トーンキュンストラー管弦楽団、ハーグ・レジデンティ管弦楽団、プラハ・フィルハーモニア管弦楽団、NHK交響楽団、読売日本交響楽団、東京都交響楽団、東京フィルハーモニー交響楽団、東京交響楽団、日本フィルハーモニー交響楽団、新日本フィルハーモニー交響楽団、日本センチュリー交響楽団等、国内外のオーケストラと共演。同世代のソリストを集めて自身が創設したジャパン・ナショナル・オーケストラ（旧MLMダブル・カルテット、旧MLMナショナル管弦楽団）では、室内楽を中心に活動。

### 指導者
ピアノを木下尚之、横山悦子、川島伸達、片山敬子、ミハイル・ヴォスクレセンスキー、セルゲイ・クドリャコフ、アナスタシア・ガマレイ、ピオトル・パレチニに師事。チュンモ・カン、ダン・タイ・ソン、パスカル・ドヴァイヨンらのレッスンを受講。室内楽を徳永二男に師事。指揮を梅田俊明、湯浅勇治に師事。

## エピソード
- 2018年、ドイツ・ビーレフェルトでの開催が予定されていたコンサートの前日、ラフマニノフ:ピアノ協奏曲第2番を演奏予定だったイタリア人ピアニストがアクシデントで骨折。「明日、ドイツで演奏できませんか？」とオファーを受けた反田は、二つ返事で承諾すると即日本を発ち、翌日ドイツでスタンディングオベーションが巻き起こる演奏を披露した。さらにコンサートの主催者であったDMG森精機の森雅彦社長は、反田のオーケストラ設立と音楽院設立への夢にも感銘を受け、後にジャパン・ナショナル・オーケストラ株式会社へと共同出資するきっかけとなった[110]。
- 初見演奏[111]と暗譜力に傑出しており、反田は「大体2日あれば、ピアノ協奏曲を初見状態から暗譜まで持っていける。2回通したらスムーズに弾けることが大半、10回通せば暗譜できる」と明かしており、岡本誠司は「ここまで暗譜が早い人はピアニストでもあまり見たことがない」と語っている[112]。
- 体重49kgでモスクワ音楽院に留学し直面した体格に優れたロシア人学生とのピアノの響きの違い、ラフマニノフやチャイコフスキーの協奏曲など金管楽器やティンパニーが鳴り響くパートにピアノの音が消えやすくなる事、音が吸収される海外の椅子やクッションのホールでピアノを響かせる必要性を感じた反田は、体を整えて筋肉の質を高めれば自分の理想の音に近づけると肉体改造を決意。自らの考察のみならず専門家にも話を聞き、ピアノを弾くために必要な筋肉、骨密度に加え、体幹の重要性へと研究は及んだ。その後ジムに通い、2年かけ肉体改造に成功し音量の幅は広がったが「筋肉量が増えると、ちょっとだけ音が硬いというか、『キンキン』という音がする」と、さらに1年かけて脂肪も増やしながら筋肉と脂肪の黄金比を探り、丸みを帯びた理想的な響きを得た[113][114][115]。

## ディスコグラフィ
| 発売日 | 発売日   | タイトル                                                    | アーティスト名義・共演                                                                   | レーベル       | 規格品番・備考 |
| ------ | -------- | ----------------------------------------------------------- | ---------------------------------------------------------------------------------------- | -------------- | -------------- |
| 2015年 | 3月7日   | ライヴ!                                                     | 反田恭平                                                                                 | Takagi Klavier | NYS-15110      |
| 2015年 | 7月22日  | リスト                                                      | 反田恭平                                                                                 | Columbia       | COGQ-78        |
| 2016年 | 11月23日 | ラフマニノフ:ピアノ協奏曲第2番/パガニーニの主題による狂詩曲 | 反田恭平、アンドレア・バッティストーニ指揮 RAI国立交響楽団、東京フィルハーモニー交響楽団 | Columbia       | COGQ-97        |
| 2017年 | 6月21日  | 月の光～リサイタル・ピース第1集                             | 反田恭平                                                                                 | Columbia       | COCQ-85364     |
| 2018年 | 6月20日  | ピアノの森 PIANO BEST COLLECTION I                          | Various Artists                                                                          | Columbia       | COCQ-85420     |
| 2018年 | 7月18日  | 悲愴/月光/熱情～リサイタル・ピース第2集                     | 反田恭平                                                                                 | Columbia       | COCQ-85422     |
| 2019年 | 2月20日  | ラフマニノフ:ピアノ協奏曲第3番/ピアノ・ソナタ第2番          | 反田恭平、アレクサンドル・スラドコフスキー指揮 ロシア・ナショナル管弦楽団                | Columbia       | COCQ-85458     |
| 2019年 | 4月17日  | ピアノの森 PIANO BEST COLLECTION II                         | Various Artists                                                                          | Columbia       | COCQ-85456     |
| 2020年 | 8月1日   | Two Pianos                                                  | 反田恭平、務川慧悟                                                                       | NOVA Record    | NR-2002        |
| 2020年 | 8月12日  | メンデルスゾーン:無言歌集Vol.1 &厳格な変奏曲Op.54           | 反田恭平                                                                                 | NOVA Record    | NR-2003        |
| 2021年 | 2月27日  | プロコフィエフ: ピアノ協奏曲第3番                           | 反田恭平、佐渡裕指揮 ウィーン・トーンキュンストラー管弦楽団                              | NOVA Record    | NR-02101       |
| 2021年 | 6月2日   | frei aber einsam～自由だが孤独に～                          | 岡本誠司、反田恭平                                                                       | NOVA Record    | NR-02102       |
| 2022年 | 6月30日  | 第18回ショパン国際ピアノ・コンクール・ライヴ                | 反田恭平                                                                                 | NIFC           | NIFCCD643      |
| 2022年 | 7月12日  | 凱旋コンサート サントリーホールライブ                       | 反田恭平                                                                                 | NOVA Record    | NR-2202        |
| 2023年 | 1月19日  | Two Pianos 2                                                | 反田恭平、務川慧悟                                                                       | NOVA Record    | NR-2301        |
| 2023年 | 8月26日  | コダーイ/無伴奏チェロ・ソナタ&ショパン/チェロ・ソナタ       | 水野優也、反田恭平                                                                       | NOVA Record    | NR-2302        |

## 主な受賞歴
- 2008年 - 第18回日本クラシック音楽コンクール最高位[48]
- 2009年 - 第2回エレーナ・リヒテル国際ピアノコンクール第1位[49]
- 2009年 - 第16回全日本ジュニアクラシック音楽コンクール第1位[50]
- 2009年 - 第63回全日本学生音楽コンクール中学校の部第2位[51]
- 2010年 - 第11回ショパン国際ピアノコンクールin Asia中学生部門銀賞[52]
- 2012年 - 第81回日本音楽コンクールピアノ部門第1位、野村賞、井口賞、河合賞、岩谷賞（聴衆賞）[21][22]
- 2015年 - 第25回カントゥ市国際ピアノ協奏曲コンクール古典派部門第1位[25][116]
- 2017年 - 第27回出光音楽賞 (2016年度）[61]
- 2017年 - 第9回CDショップ大賞クラシック賞[62]
- 2021年 - 第18回ショパン国際ピアノコンクール第2位[28][29]
- 2021年 - 奈良県知事表彰[117]
- 2022年 - 札幌市長特別表彰[118]
- 2022年 - 第12回衛星放送協会オリジナル番組アワード番組部門・最優秀賞[119]
- 2023年 - 第49回日本ショパン協会賞[120]
- 2023年 - フォーブス30アンダー30・日本 2023受賞[121]
- 2024年 - フォーブス30アンダー30・アジア 2024受賞[122]

## 出演

### テレビ番組
- 情熱大陸（2016年10月2日[60]、2020年8月2日[71]、2021年11月28日[81]、毎日放送）
- アニメ「ピアノの森」の魅力に迫る! （2018年3月26日、NHK総合）[123]
- 仁和寺音舞台（2019年11月3日、毎日放送）[124]
- 1万人の第九 つながろう、今（2020年12月19日、毎日放送）[125]
- 徹子の部屋（2021年1月19日[126]、2022年3月10日[127]、2024年3月14日[128]、テレビ朝日）
- GoNEXTー未来へ駆けぬけるー（2021年5月4日、TBSテレビ）[75]
- 反田恭平 ショパンコンクールを語る（2021年11月17日、NHK BSプレミアム）[79]
- クローズアップ現代+（2021年11月18日、NHK総合）[80]
- 町田樹のスポーツアカデミア 特別編（2022年3月24日、J SPORTS）[129]
- 世界一受けたい授業（2022年8月6日、日本テレビ）[130]
- 筋肉アワー（2022年12月10日、2022年12月21日、NHK Eテレ）[131]
- FREUDE、 forever～先駆者が見た景色～（2023年8月8日、2023年8月15日、TBSテレビ）[132]
- かんさい熱視線（2023年11月17日、NHK総合）[133]
- スタニスラフ・ブーニン ～天才ピアニスト 10年の空白を越えて～ 特別編（2024年2月17日、NHK BSプレミアム4K）[134]
- いないいないばあっ!クリスマスすぺしゃる（2024年12月10日、NHK Eテレ）[135]

### テレビドラマ
- 日越外交関係樹立50周年記念ドラマ「ベトナムのひびき」（2024年3月2日、BSプレミアム4K / 3月17日、NHK BS） - 光嶋護 役[99]

### CM
- サッポロビール サッポロ生ビール黒ラベル「大人エレベーター」シリーズ第41弾（2023年）[88]

### ラジオ番組
- 反田恭平 Growing Sonority（2021年4月5日 - 2024年3月25日、MBSラジオ）[136]

### その他・備考
報道番組・情報番組等を含め、これまでにNHK総合、NHK-Eテレ、NHK-BS、テレビ朝日、毎日放送、日本テレビ、TBSテレビ、フジテレビ等のテレビ放送局、NHK-FM放送、FM-ヨコハマ、TOKYO FMをはじめとするJAPAN FM NETWORK各局、NHKラジオ第1放送、MBSラジオ、ラジオ大阪等のラジオ放送局に加え、音楽雑誌・新聞にも多数出演。

### 音楽配信
- 反田恭平 - mora
- 反田恭平 - YouTube Music チャンネル
- 反田恭平 - Spotify
- 反田恭平 - Apple Music